# Craig Heaney
Craig Heaney é um ator britânico de cinema, teatro e rádio. Ele é mais conhecido por interpretar o soldado Roy Cobb na premiada minisérie Band of Brothers (2001). Ele também interpretou Phil no filme Goal! de 2005 e na sua sequência Goal! 3: Taking on the World de 2009.
Outros papéis de Heaney na televisão foram Breeze Billy em Breeze Block, Larry Boyd em POW (série de TV) e Mick em Distant Shores. Ele também já teve aparições em séries britânicas como Casualty, Peak Practice and Heartbeat.
Seus trabalhos no rádio incluem Two Planks e Passion, escrito e co-dirigido por Anthony Minghella para a Rádio BBC.
Heaney estudou na Academy Drama School, onde ele era beneficiário da Bolsa de Estágio.
Ele também aparece em The Dark Knight, como um passageiro a bordo de um ferry boat.